# Genie Cars
Genie Cars war ein britischer Hersteller von Automobilen.

## Unternehmensgeschichte
Robert Taylor gründete 1988 oder 1989 das Unternehmen in Ancrum in der schottischen Council Area Scottish Borders. Er begann mit der Produktion von Automobilen und Kits. Der Markenname lautete Genie. 1992 oder 1996 endete die Produktion. Insgesamt entstanden etwa neun Exemplare.

## Fahrzeuge
Das einzige Modell war der Wasp. Er wird als eine Mischung aus Roadster der 1930er Jahre und einem modernen Sportwagen beschrieben. Die Basis bildete ein Leiterrahmen aus Stahlrohren. Darauf wurde eine Karosserie aus Fiberglas montiert. Verschiedene Vierzylindermotoren vom Ford Cortina und von Fiat trieben die Fahrzeuge an.